# Sylvia Townsend Warner
Pour les articles homonymes, voir Warner.
Œuvres principales
- Laura Willowes (1926)
- Le Cœur pur (1926)
- Le Diable déguisé en belette (1948)
- Les Royaumes des elfes (1977)

Sylvia Townsend Warner (6 décembre 1893, Harrow on the Hill - 1er mai 1978) est une écrivaine anglaise.

## Biographie
Fille unique de Nora Huddleston Warren et George Townsend Warner, professeur d'histoire à la Harrow school, la jeune Sylvia est élevée par ses parents après un essai catastrophique au jardin d'enfants. Passionnée de musique et très douée, elle désire étudier en Allemagne auprès d'Arnold Schönberg, mais la guerre de 1914 l'en empêche. Elle est très proche de son père, mais celui-ci meurt brutalement en 1916. 
En 1917, elle travaille avec trois autres musicologues sur les partitions de William Byrd, Orlando Gibbons, Thomas Tallis ou John Taverner, pour la préparation des dix volumes de la Tudor Church Music, publiés entre 1922 et 1929 par les presses de l'Université d'Oxford. Dans l'équipe se trouve Percy Buck, un homme marié de douze ans son aîné, avec qui elle a une liaison. 
En 1922, un ancien élève de son père, Stephen Tomlin, la persuade d'aller à Chaldon Herring dans le Dorset rencontrer  l'écrivain Theodore Powys, frère de John Cowper Powys. Elle y rencontre David Garnett, qui deviendra un ami durable. Avec Tomlin et Garnett, elle travaille à la publication des récits de Theodore Powys. Elle écrit de son côté des poèmes, que David Garnett montre à l'éditeur Charles Prentice. Celui-ci les publie dans la revue L'Espalier en 1925, et demande à Sylvia d'écrire un roman. Lolly Willowes paraît en 1926. Cette histoire d'une célibataire qui part vivre sa vie à la campagne avant de passer un pacte avec le diable démontre déjà son anticonformisme. 
Chez Theodore Powys, toujours en 1926, elle fait aussi connaissance avec la poétesse Valentine Ackland, qui devient sa compagne jusqu'à la mort de Valentine, en 1969, d'un cancer du sein, avec une séparation en 1938, due à la relation qu'Ackland entretien avec Elizabeth Wade White. En 1930, Sylvia achète un cottage à Chaldon Herring et invite Valentine à vivre avec elle. La revue américaine The New Yorker commence à publier des nouvelles de Warner. En 1934, elles publient ensemble un recueil de poèmes, Whether a Dove or Seagull. En 1935, elles s'engagent au sein du Parti communiste. Elles défendent les droits des travailleurs agricoles et vont à deux reprises en Espagne durant la guerre civile. Ces préoccupations transparaissent dans son roman Summer Will Show, qui se déroule à Paris en 1848. En 1937, elles s'installent à Frome Vauchurch. 
Pendant la guerre, Warner ouvre des centres de réfugiés, tout en poursuivant son œuvre littéraire. Elle publie en 1948 son chef-d'œuvre, The Corner That Held Them, qui suit l'évolution d'un couvent sur plusieurs siècles du Moyen Âge. Elle doit aussi s'occuper de sa mère, qui décline et meurt en 1950. En 1958, elle traduit le Contre Sainte-Beuve de Marcel Proust, et en 1967, elle publie une biographie de Terence Hanbury White.
Après la mort de Valentine Ackland en 1969, elle fait publier une anthologie des poèmes d'Ackland, continuant à vivre à la campagne, entourée de ses chats, et publiant des nouvelles plus que jamais insolites (Kingdoms of Elfin, 1970). Atteinte de surdité et d'arthrite, elle meurt en 1978. Les cendres de Warner et d'Ackland reposent sous une même pierre à l'église de Chaldon.
En 1982, quatre ans après sa mort, les exécuteurs testamentaire de Warner contactent Claire Harman, pour qu'elle rédige sa biographie. Celle-ci paraîtra, notamment en raison d'un délai de carence à respecter quant à la révélation d'éléments biographiques, en 1989 sous le titre Sylvia Townsen Warner: a Biography. Ce livre sur Warner gagne en 1990  le prix John Llewellyn Rhys Prize.
En France, elle est surtout connue grâce à Jacques Roubaud, qui a préfacé les traductions françaises de Laura Willowes, Le Cœur pur et Une lubie de M. Fortune (la dernière réédition de ce roman est préfacée par Geneviève Brisac).

### Romans
- Lolly Willowes, 1926 ; 
  - Traduit par Florence Lévy-Paolini : Laura Willowes, Picquier, 1987 ; rééd. Gallimard, « Folio », 1991 ; nouvelle éd. Joëlle Losfeld, « Arcanes », 2006.
- Mr Fortune's Maggot, 1927 ; 
  - Traduit par Denise Getzler : Une Lubie de Monsieur Fortune, Picquier, 1988 ; rééd. Gallimard, « L'Imaginaire », 2003.
- The True Heart, 1929 ; 
  - Traduit par Denise Getzler : Le Cœur pur, Picquier, 1989 ; rééd. Gallimard, « L'Imaginaire », 2004.
- Summer Will Show, 1936 ;
- After The Death Of Don Juan, 1938 ;
- The Corner That Held Them, 1948 ; 
  - Traduit par Anne Rabinovitch : Le Diable déguisé en belette, Joëlle Losfeld, 1997.
- The Flint Anchor, 1954

### Nouvelles
- The Salutation, 1932
- More Joy In Heaven, 1935
- A Garland Of Straw, 1943
- The Museum Of Cheats , 1947
- Winter In The Air, 1955
- The Cat's Cradle Book, 1960 ; 
  - Traduit sous le titre « Le Château de Carabas » dans l'anthologie Les Chats fantastiques 2, Joëlle Losfeld, 2000.
- A Spirit Rises, 1962
- A Stranger With A Bag, 1966
- Kingdoms Of Elfin, 1972 ; 
  - Traduit par Florence Lévy-Paolini : Les Royaumes des elfes, Joëlle Losfeld, 2002.
- Scenes of Childhood and Other Stories, 1981
- One Thing Leading to Another and other stories, 1984
- Selected Stories, 1988
- The Innocent And The Guilty, 1971
- The Music at Long Verney, 2001

### Poèmes
- Time Importuned, 1928
- Opus 7, 1931
- Whether A Dove Or Seagull, (avec Valentine Ackland) 1934
- Boxwood (avec des illustrations de Reynolds Stone), 1957
- Collected Poems, 1982

### Autres
- Somerset, éd. Paul Elek, Vision of England series, 1949
- Jane Austen, pamphlet, Longmans, Green & Co for The British Council, 1951
- T.H. White, biographie, 1967
- Diaries of Sylvia Townsend Warner, 1994
- I'll Stand By You. Selected letters of Sylvia Townsend Warner and Valentine Ackland, 1998
- The Element of Lavishness. Letters of Sylvia Townsend Warner and William Maxwell, 2001